# Józef z Nazaretu (film)
Józef z Nazaretu (wł. Giuseppe di Nazareth, także Gli amici di Gesù – Giuseppe di Nazareth) – film religijny w koprodukcji niemiecko-włoskiej na podstawie biblijnych Ewangelii, opowiadający o losach przybranego ojca Jezusa Chrystusa − Józefa. Film wyreżyserował w 2000 Raffaele Mertes. Autorem scenariusza był Gareth Jones, na podstawie dzieła Gianmario Pagano. Muzykę do obrazu skomponowali Marco Frisina.
Film został pierwszy raz zaprezentowany przez włoską telewizję Canale 5 5 stycznia 2000. Obejrzało go wówczas 6 251 000 widzów, co stanowiło 26,40% całej widowni, zasiadającej przed telewizorami tego wieczoru. Oprócz prezentacji telewizyjnych film wydany został na płytach DVD w kilku krajach, m.in. we Włoszech przez wydawnictwo San Paolo z komentarzem biblisty z Katolickiego Uniwersytetu Najświętszego Serca w Mediolanie Gianantonio Borgonovo. Zarówno we Włoszech jak i w Niemczech podawano rozbudowany tytuł filmu: Przyjaciele Jezusa − Józef z Nazaretu.

## Fabuła
Józef, cieśla z Nazaretu, żył w czasach wielkich przemian politycznych. Któregoś dnia spotkał Joachima z żoną Anną i córką Marią. Podczas starć Joachim zostaje śmiertelnie raniony. Józef obiecał mu, że pobierze się z Marią. Po powrocie do miasta z podróży w celach zarobkowych odkrywa, iż Maria jest brzemienna. Maria informuje go o widzeniu Archanioła Gabriela i o tym, iż została przez Boga wybrana na matkę Mesjasza, którego tak wyczekiwały pokolenia Żydów. Początkowo Józef postanowił ją oddalić, jak nakazywało prawo mojżeszowe. Po widzeniu przyjął ją jednak do swego domu. W toku narracji filmowej przedstawione zostały: podróż do Betlejem, narodziny Jezusa, ucieczka do Egiptu, powrót do Palestyny. Opowieść kończy scena śmierci Józefa.

## Obsada
- Tobias Moretti jako Józef
- Stefania Rivi jako Maria
- Ennio Fantastichini jako Herod
- Andrea Prodan jako Antypater
- Mattia Sbragia jako astrolog
- Francesco Dominedò jako Szymon
- Imma Piro jako Anna
- Ida Di Benedetto jako Elżbieta
- Renato Scarpa jako pisarz
- Giovanni Micoli jako oberżysta
- Gabriele Tozzi jako Joachim
- Paolo De Crescenzo jako Quirinus
- Omar Lahlou jako Judasz